# Ebomicu (Wele-Nzas)
Ebomicu ist ein Ort in Äquatorialguinea.

## Lage
Der Ort befindet sich in der Provinz Wele-Nzas auf dem Festlandteil des Staates. Er liegt im Gebiet der Kommune Nsork in der Nähe der Ostgrenze zu Gabun zwischen Mongomo (N) und dem Hauptort Nsork im Süden.
Der Ort besitzt zwei Brunnen.

## Naturschutz
Der Ort liegt im Gebiet des Parque nacional de Los Altos de Nsork.

## Klima
In der Stadt, die sich nah am Äquator befindet, herrscht tropisches Klima.